# Alberto Peano
Alberto Peano (Torino, 8 aprile 1859 – Genova, 23 dicembre 1930) è stato un generale italiano.
Fu anche Aiutante di campo Generale onorario di Vittorio Emanuele III.

## Biografia
Ufficiale di artiglieria, dal 1903 al 1908 prestò anche servizio nella Casa Militare di S. M. Vittorio Emanuele III, come aiutante di campo del re.
Allo scoppio della prima guerra mondiale era colonnello comandante l'11º reggimento di artiglieria di campagna in Alessandria. Il 24 maggio 1915 fu inviato al fronte. Nel marzo 1916 fu nominato Maggior Generale nel IX Corpo d'Armata della IV armata. Nella primavera del 1917 partecipò alla pianificazione della riuscita offensiva italiana nel maggio successivo. Nell'agosto dello stesso anno partì per la Romania come addetto militare e responsabile della missione militare italiana in Romania. Pochi anni dopo entrò in congedo.

## La missione in Romania

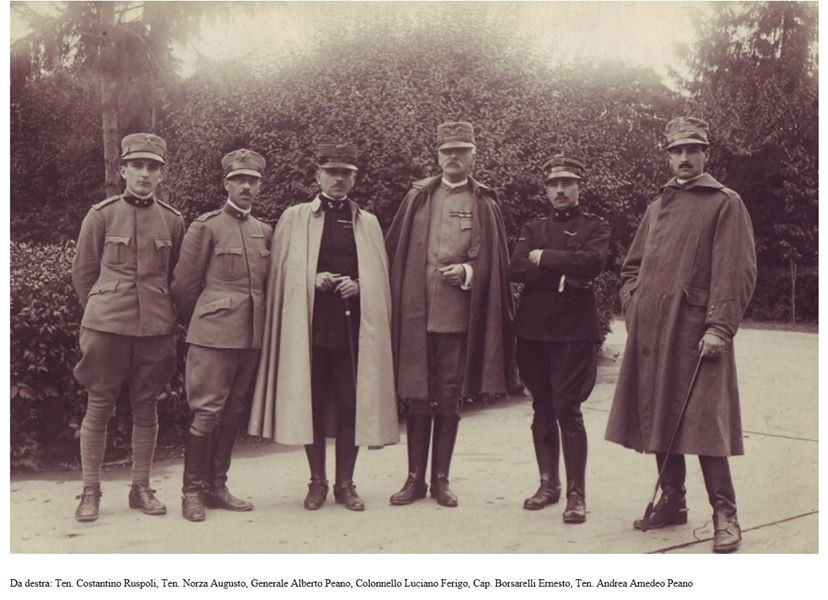
Diversi ufficiali italiani della missione militare italiana presso lo stato maggiore dell'esercito rumeno. Da destra a sinistra: il tenente Constantino Ruspoli, il tenente Norza Augusto, il generale Alberto Peano (comandante della missione militare italiana in Romania), il colonnello Luciano Ferigo (futuro comandante della legione rumena), il capitano Borsarelli Ernesto e il tenente Andrea Amedeo Peano.

Il 19 agosto 1917 fu inviato a Iasi in Romania come addetto militare (accreditato dal 6.9.1917 al 27.6.1919) e come capo della missione militare italiana presso lo stato maggiore dell'esercito rumeno. La tenuta dell'esercito rumeno costringeva l'Austria-Ungheria a dividere le truppe fra i due fronti ed era quindi vitale per l'Italia e i suoi alleati. I francesi avevano addirittura inviato agli inizi del '17 un contingente di 1500 uomini, guidati dal gen. Berthelot per addestrare le truppe rumene e assistere il loro stato maggiore, in grande difficoltà. La presenza italiana in Romania era ridottissima, ma molto qualificata e attiva. La situazione rumena, però, era ormai compromessa. La sconfitta di Caporetto e il disfacimento dell'esercito russo nelle prime fasi della rivoluzione, consentirono agli Imperi Centrali di concentrare le truppe contro la Romania, sconfiggendola e costringendola all'armistizio di Focsani e successivamente al trattato di pace di Bucarest (7 maggio 1918). La missione militare italiana presso lo Stato Maggiore rumeno si interruppe ai primi di marzo del 1918, anche se il gen. Peano restò in Romania come addetto militare dell'ambasciata, senza poter comunicare con l'Italia per otto mesi.
Gli altri membri della missione, invece, poterono rientrare in Italia, sia pure con enormi difficoltà data la belligeranza della Turchia e la necessità di attraversare la Russia, dove era ormai in corso la rivoluzione. Il colonnello Luciano Ferigo, rientrato precedentemente in Italia e nominato generale di brigata, fu posto al comando della Legione Romena d'Italia, composta inizialmente da solo tre compagnie costituite con soldati rumeni precedentemente arruolati nell'esercito austro-ungarico e fatti prigionieri di guerra. Essi furono schierati a partire dal 28 giugno 1918 e si distinsero nella III battaglia del Monte Grappa e nella battaglia di Vittorio Veneto. Anche dopo l'armistizio continuò l'addestramento della Legione, composta ora da tre reggimenti, in vista del suo utilizzo da parte del governo rumeno, sottoposto ad aggressioni sia russe (i rivoluzionari comunisti) sia ungheresi (Béla Kun).

## Decorazioni
Ebbe le seguenti decorazioni: Grande Ufficiale dell'Ordine dei Santi Maurizio e Lazzaro, croce al merito di guerra, croce d'oro con corona per 40 anni di servizio compiuto, medaglia dell'Unità d'Italia 1848-1918, medaglia internazionale a ricordo della guerra europea 1914-18, medaglia italiana commemorativa della guerra 1915-1918 (4 campagne), Grande Ufficiale della Stella Romena, Commendatore dell'Ordine di Carlo I di Romania, croce commemorativa della guerra rumena 1916-18, Cavaliere Ufficiale della Legion d'Onore di Francia, Cavaliere del Sol Levante del Giappone, Commendatore dell'Ordine della Spada di Svezia, Commendatore dell'Ordine della Corona di Prussia e dell'Ordine dell'Aquila Rossa di Prussia, Commendatore dell'Ordine del Salvatore di Grecia, Commendatore dell'Ordine di Danilo I del Montenegro.